# Andrés Castro Ríos
Andrés Castro Ríos (Santurce, Puerto Rico, 4 de octubre de 1942 - ibídem, 13 de septiembre de 2006) fue un poeta puertorriqueño y uno de los fundadores de la revista Guajana. Graduado en la Facultad de Humanidades de la Universidad de Puerto Rico. Es conocido por haber escrito junto a Miguel Ángel Hidalgo Vega (con su seudónimo "Guarionex Hidalgo Africano") y a Francisco Matos Paoli, la letra de "¡Coño, Despierta Boricua!", una famosa canción patriótica puertorriqueña relacionada al Grito de Lares, reconocido como el primer intento organizado para lograr la independencia de Puerto Rico.

## Trayectoria literaria
Castro Ríos obtuvo galardones en certámenes del Ateneo Puertorriqueño. Era amante de la música popular; en especial la música de Carlos Gardel.
En 1998 publicó “Crónicas escritas para ser cantadas”, escrito que destaca la aportación musical de figuras como: Felipe Rodríguez, Gilberto Monroig, Pedro Ortiz Dávila (Davilita), Los Panchos y Gardel, entre otros.
Es autor de los poemarios: “Muerte Fundada” (1967); “Estos poemas” (1967); “Don de la poesía” (1974); “Libro de glosas” (1980); “Convicciones para armar a la ternura” (1988); “Transeúnte de niebla” (1991); “Receta de mujer” (1994); “La noche y la poesía tienen algo que decir” (1996); y libro del “Cuerpo y el Alma” (2000).
Fue maestro de español de los grados 4.º a 6.º por más de treinta y cinco años en la Escuela Elemental Santiago Iglesias Pantín en Barrio Obrero.

## Legado
Según el director del Instituto de Cultura puertorriqueña, José Luis Vega: 

"Andrés Castro Ríos es uno de los poetas esenciales de la revista Guajana, publicación fundamental en el desarrollo de la poesía puertorriqueña contemporánea. Respeto y admiro en la obra de Andrés su fuerza moral, el dominio de las formas clásicas del verso y, al mismo tiempo, el manejo fluido del tono conversacional en la poesía. Su libro inicial, aquellos magníficos y quevedianos Sonetos de la muerte, resuena en esta hora con acento especial".

El Grupo Guajana constituye uno de los movimientos literarios más importantes de la isla de Puerto Rico, y la crítica lo ha destacado como un hito en el desarrollo de la poesía nacional puertorriqueña, el más tenaz y persistente en su historia literaria.
En cumplimiento de su misión de preservar, enriquecer y difundir los valores de la cultura puertorriqueña, en el año 2004 la Editorial del ICP, en colaboración con Guajana, publicó “Flor de Lumbre”; un valioso testimonio del renacer poético en la Isla.